# Lepetellidae
Lepetellidae är en familj av snäckor. Enligt Catalogue of Life ingår Lepetellidae i överfamiljen Lepetelloidea, ordningen Archaeogastropoda, klassen snäckor, fylumet blötdjur och riket djur, men enligt Dyntaxa är tillhörigheten istället ordningen Archaeogastropoda, klassen snäckor, fylumet blötdjur och riket djur. Enligt Catalogue of Life omfattar familjen Lepetellidae 7 arter.
Lepetellidae är enda familjen i överfamiljen Lepetelloidea.
Kladogram enligt Catalogue of Life och Dyntaxa:
| Lepetellidae | \| \| Lepetella \| \| \| \| \| \| Tecticrater \| \| \| \| \| \| Tectisumen \| \| \| \| |
|              | \| \| Lepetella \| \| \| \| \| \| Tecticrater \| \| \| \| \| \| Tectisumen \| \| \| \| |
|              | Lepetella                                                                              |
|              |                                                                                        |
|              | Tecticrater                                                                            |
|              |                                                                                        |
|              | Tectisumen                                                                             |
|              |                                                                                        |